# Joseph-François Snel
Joseph-François Snel (Brussel, 30 juli 1793 – Koekelberg, 10 maart 1861) was een Belgisch componist, muziekpedagoog, dirigent en violist.

## Levensloop
Snel is al in 1801 bekend als koorknaap aan de Sint-Niklaaskerk te Brussel. Op 11-jarige leeftijd kreeg hij les van Corneille Vander Plancken (1772-1849), eerste violist in het orkest van de Muntschouwburg, dirigent en componist. Vanaf 1811 studeerde hij aan het Conservatoire national supérieur de musique te Parijs onder andere viool bij Pierre-Marie Baillot en harmonieleer bij Victor Dourlen.
In 1813 kwam hij weer terug naar Brussel en werd violist in het orkest van de Muntschouwburg. Al spoedig werd hij als virtuoos bekend, maar hij was ook als dirigent, componist en muziekpedagoog werkzaam. In 1816 richtte hij samen met Joseph-Henri Mees een muziekschool op en zette aldaar de methode «méloplaste» van Pierre Galin in, die al in Parijs succes had. Tot zijn leerlingen behoorden Alexandre Joseph Artôt en Théodore Haumann. In 1821 richtte hij weer een nieuwe muziekschool op.
Hij werd eerste violist en dirigent van de muziekkapel van Koning Willem I der Nederlanden van het Verenigd Koninkrijk der Nederlanden te Brussel. Tussen 1825 en 1830 schreef hij zes balletten voor de Muntschouwburg. In 1828 werd hij benoemd tot directeur van de Muziekschool van het Nederlandse leger en verder was hij een generale Inspecteur van de militaire muziekkorpsen. Na de Belgische opstand die tot de onafhankelijkheid van België leidde, werd hij in 1831 dirigent van de Grote Koninklijke harmoniegezelschap, een ensemble waarmee hij succes oogstte. In hetzelfde jaar werd hij chef-dirigent van het orkest van de Muntschouwburg en hield deze functie tot 1834, toen hij door Charles-Joseph-Livin Hanssens opgevolgd werd.
In 1835 werd hij dirigent van het orkest aan de Kathedraal van Sint-Michiel en Sint-Goedele te Brussel. In deze tijd schreef hij een aantal religieuze werken, onder andere loofde Hector Berlioz bij zijn bezoek in 1842 aan Brussel de kwaliteit van de Messe de requiem du missel romain. In 1847 werd hij opgenomen in de Académie Royale de Belgique. Op 30 november 1837 werd hij dirigent van het Harmonieorkest van de civiele Garde.
Snel was lid en componist van de Brusselse componisten- en kunstenaars-vrijmetselaarsloge "Les Amis Philanthropes" en schreef ervoor onder andere het lied Le Fanatisme; l'Hypocrisie; la Tolérance. Hij was ook ridder in de Leopoldsorde.

## Composities

### Werken voor orkest
- 2 Concerten, voor klarinet en orkest
- Concert, voor viool en orkest
- Fantaisie sur des thèmes de "Norma", voor klarinet en orkest
- Frisac, ou La double noce, ouverture
- Première symphonie concertante pour orchestre sur des motifs de Guido et Ginevra

### Werken voor harmonieorkest
- 1834 Fantaisie concertante sur des motifs de Gustave ou le bal masqué, voor militaire muziek
- Caprice et variations brillantes, voor militaire muziek
- Caprice concertant sur les mélodies de la "Fille du régiment", voor harmonieorkest
- Concertino, voor hoorn en harmonieorkest
- Deux fantaisies pour grande harmonie sur les motifs des "Huguenots", voor harmonieorkest
- Fantaisie sur des motifs du "Domino noir", voor harmonieorkest
- Grande fantaisie sur des mélodies anciennes et modernes, voor harmonieorkest
- 4 grandes marches funèbres à vingt-neuf parties, voor harmonieorkest
- Pot-pourri sur des motifs de Robert le Diable, voor harmonieorkest
- Symphonie concertante, voor hoorn, trompet en harmonieorkest
- Symphonie concertante, voor trompet, trombone en harmonieorkest
- Symphonie concertante, voor twee hoorns en harmonieorkest
- Symphonie concertante, voor twee cornets à pistons en harmonieorkest

### Missen en gewijde muziek
- 1840 Messe de requiem du missel romain, voor 4 solisten, gemengd koor, orgel en contrabas
- Tantum ergo et Genitori, voor vier stemmen met begeleiding van cello's, contrabassen, drie trombones en orgel
- Ave verum, voor 2 (of 3 of 4) zangstemmen en orgel
- Ave Regina coelorum, voor 2 (of 3 of 4) zangstemmen en orgel
- Tantum ergo, voor 2 (of 3 of 4) zangstemmen en orgel

### Cantates
- 1831 Renais à l'espérance, ô ma noble patrie, cantate (opgedragen aan Koning Leopold I van België) - première: 31 december 1831, Brussel, Koninklijke Muntschouwburg
- 1842 Grande cantate, voor solisten, gemengd koor en orkest - gecomponeerd ter gelegenheid van de opening van het nieuwe lokaal van de "Société de la Grande Harmonie" op 20 februari 1842

### Muziektheater

#### Balletten
| Voltooid in | titel                                                             | aktes       | première                                              | libretto            | choreografie        |
| ----------- | ----------------------------------------------------------------- | ----------- | ----------------------------------------------------- | ------------------- | ------------------- |
| 1825        | Frisac ou La double noce (samen met: Antoine-François Fauconnier) | 2 aktes     | 13 februari 1825, Brussel, Koninklijke Muntschouwburg | Jean-Antoine Petipa | Jean-Antoine Petipa |
| 1825        | Le page inconstant                                                | 2 aktes     | 27 juni 1825, Brussel, Koninklijke Muntschouwburg     | Jean-Antoine Petipa | Jean-Antoine Petipa |
| 1825        | Le cinq juillet, (samen met: Charles-Louis Hanssens               | 1 akte      | 9 juli 1825                                           | Jean-Antoine Petipa | Jean-Antoine Petipa |
| 1826        | Pourceaugnac ,                                                    | 2 aktes     | 3 februari 1820                                       | Jean-Antoine Petipa | Jean-Antoine Petipa |
| 1828        | Les petites danaïdes ou quatre-vingt-dix-neuf victimes            | 7 taferelen | 18 februari 1828, Brussel, Koninklijke Muntschouwburg | Jean-Antoine Petipa | Jean-Antoine Petipa |
| 1829        | L'enchantement de Polichinelle                                    |             | 8 maart 1829, Brussel, Koninklijke Muntschouwburg     | Jean-Antoine Petipa | Jean-Antoine Petipa |
| 1830        | Les barricades                                                    | 1 akte,     | februari 1830, Brussel, Koninklijke Muntschouwburg    |                     |                     |
|             | Les 23, 24, 25, 26 septembre                                      |             |                                                       |                     |                     |

### Vocale muziek
- 2 Chants de fête, voor vier zangstemmen, hoorns en trombones
- Au roi et au peuple belge, hymne voor bas en piano
- Hommage au roi, voor mannenstemmen en trombones of cello's
- Le Fanatisme; l'Hypocrisie; la Tolérance
- Rebecca..., serenade voor 2 tenoren, 2 bassen met begeleiding van 3 trombones of 2 cello's en contrabas

### Kamermuziek
- 2 duetten, voor viool en piano
- Sérénade espagnol, voor strijkkwartet

### Werken voor piano
- Rondo, voor piano vierhandig